# Абу Закария аль-Фарра
Абу́ Закари́я Яхья ибн Зияд аль-Фарра́ аль-Куфи (араб. أبو زكريا الفراء‎) — имам куфийской школы, «амир аль-муминин» в грамматике, ученик аль-Кисаи, вольноотпущенник племени Бану Асад.
Его полное имя: Абу Закария Яхья ибн Зияд ибн Абдуллах ибн Манзур ад-Дайлами аль-Куфи (араб. أبو زكريا يحيى بن زياد بن عبد الله بن منظور الديلمي الكوفي‎).
Абу Закария родился в Куфе в 761 году, затем перебрался в Багдад, где занимался воспитанием сына аббасидского халифа аль-Мамуна. В конце жизни вернулся в Куфу и занимался преподаванием. Умер в 822 году по пути в Мекку.
Кроме арабского языка, Абу Закария аль-Фарра был знатоком мусульманского права, калама, истории арабов, астрономии, медицины; склонялся к мутазилизму. Перу Абу Закарии принадлежат такие труды, как «аль-Максур ва-ль-мамдуд» (араб. كتاب المقصور والممدود‎), «аль-Маани (Маани аль-Куран)» (араб. كتاب المعاني‎), «аль-Музаккар ва-ль-муаннас» (араб. المذکّر والمؤنث‎), «аль-Лугат» (араб. اللغات‎), «аль-Фахир» (араб. کتاب الفاخر‎), «Ма тульхину фихи аль-’амма» (араб. ما تلحن فيه العامة‎), «Алат аль-куттаб» (араб. آلة الکُتّاب‎), «аль-Аййам ва-ль-лайали ва-ш-шухур» (араб. كتاب الأيام والليالي والشهور‎), «аль-Бахий» (араб. البهي‎), «Ихтилаф ахль-аль-Куфа ва-ль-Басра ва-ш-Шам фи-ль-масахиф» (араб. اختلاف أهل الکوفة والبصرة والشام فی المصاحف‎), «аль-Джам’ ва-т-таснийя фи-ль-Куран» (араб. الجمع والتثنية في القرآن‎), «аль-Худуд» (араб. كتاب الحدود‎) написанный по приказу аль-Мамуна, «Мушкиль аль-луга» (араб. مشكل اللغة‎). По словам Ибн аль-Анбари, «если бы у жителей Багдада и Куфы не было иных грамматистов, кроме аль-Кисаи и аль-Фарра, то этого им было бы достаточно».
Прозвище Абу Закарии «аль-Фарра» означает по-арабски «меховщик», из-за того, что он, образно выражаясь, «подбивал мехом» слова.